# Marco Aurelio Crotta
Marco Aurelio Crotta (Genova, 23 giugno 1861 – Genova, 16 dicembre 1909) è stato un architetto italiano,  attivo in Liguria negli ultimi decenni dell'Ottocento e il primo del Novecento.

## Biografia[1][2]

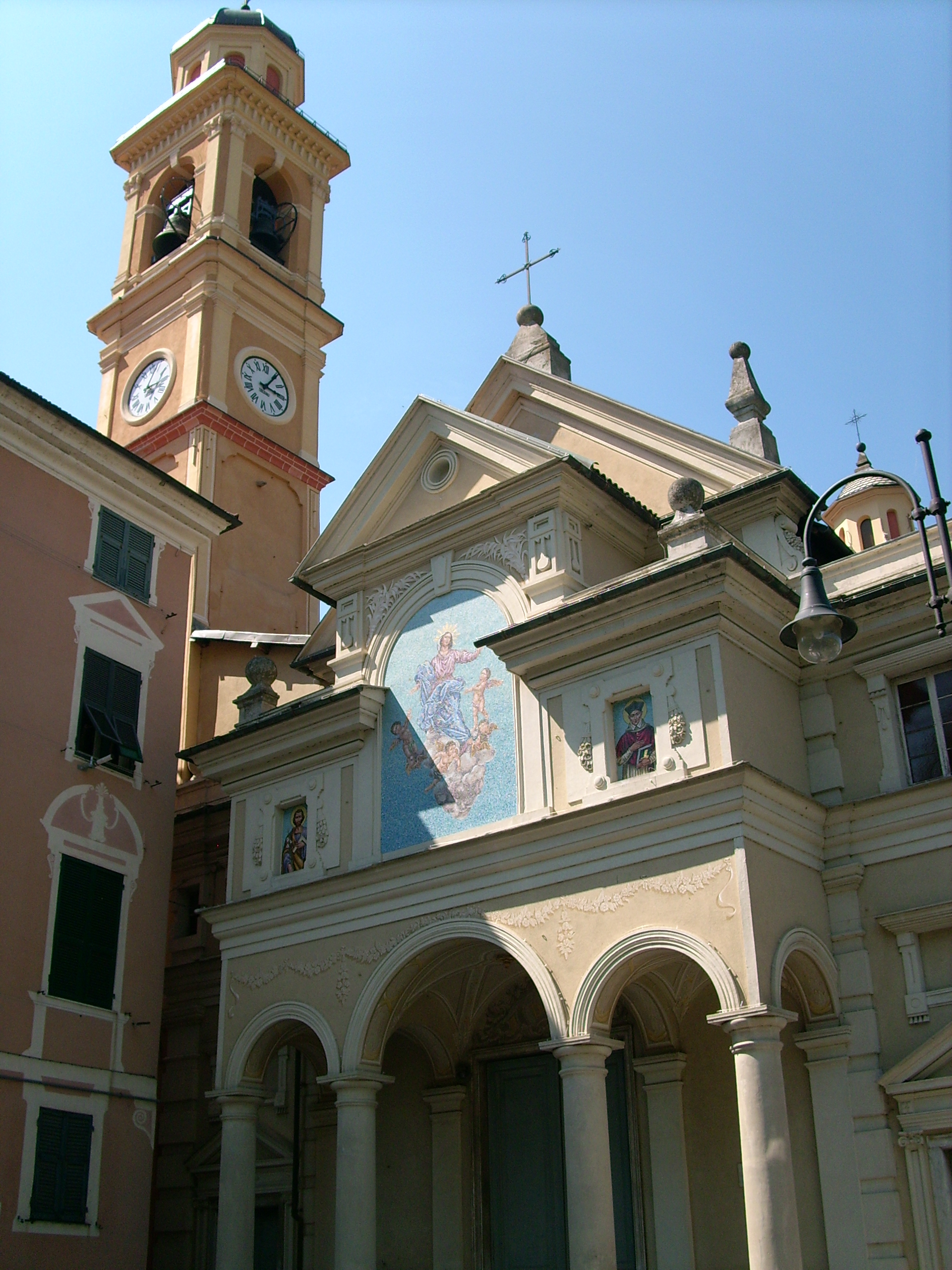
Chiesa di Nostra Signora Assunta, Rossiglione (Genova)

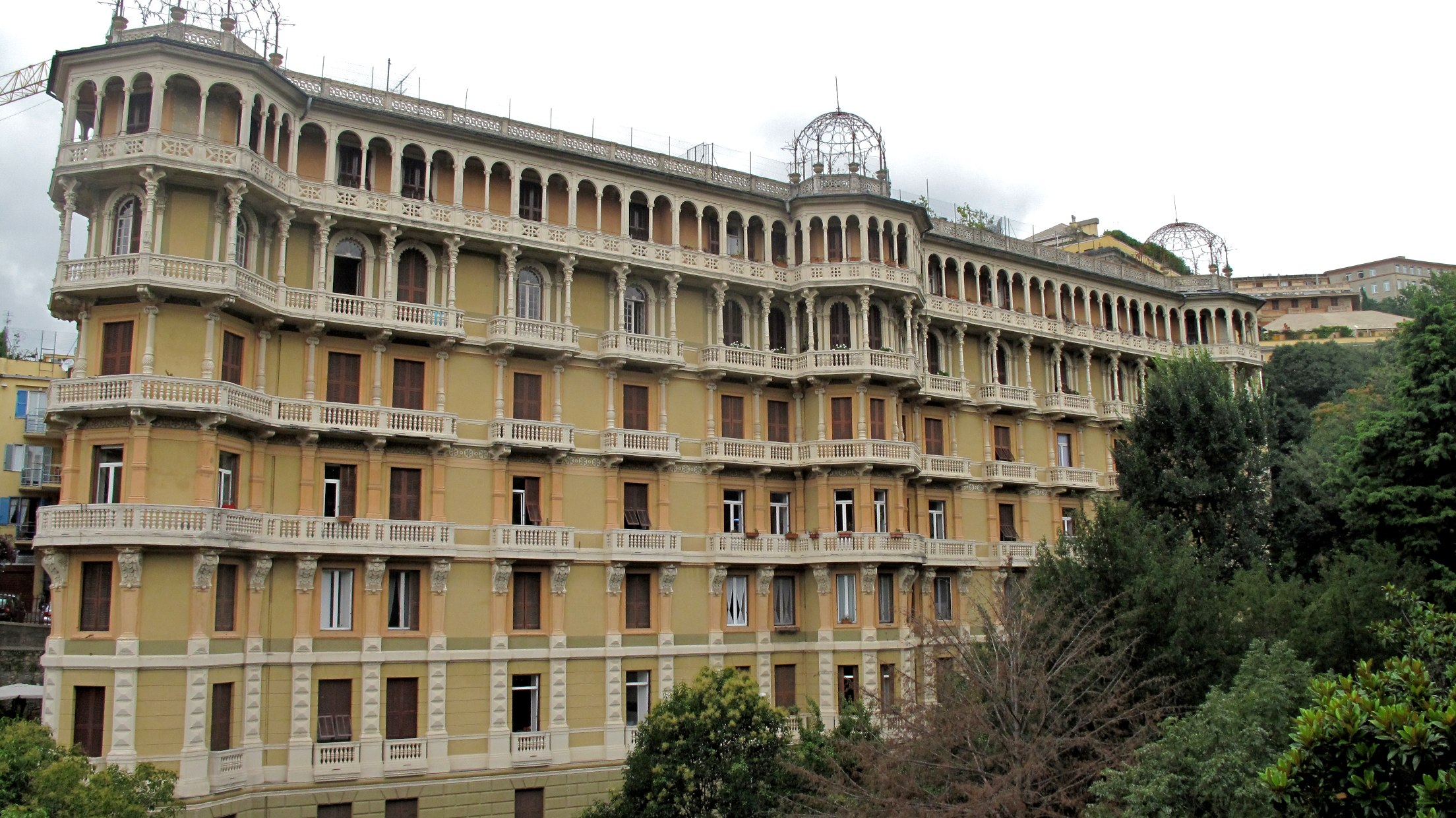
Palazzo Odero (Genova)

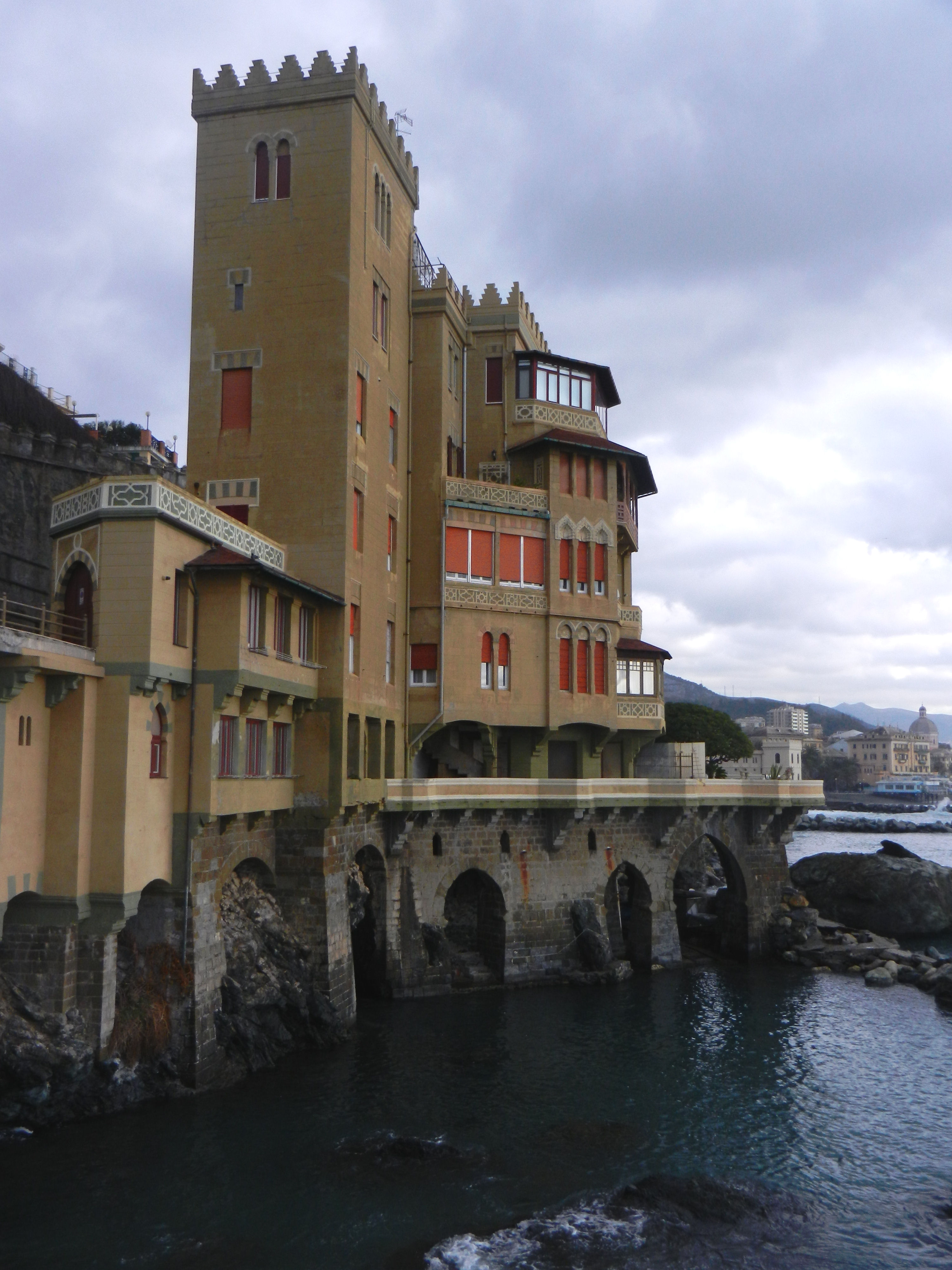
Castello Vianson (Pegli)

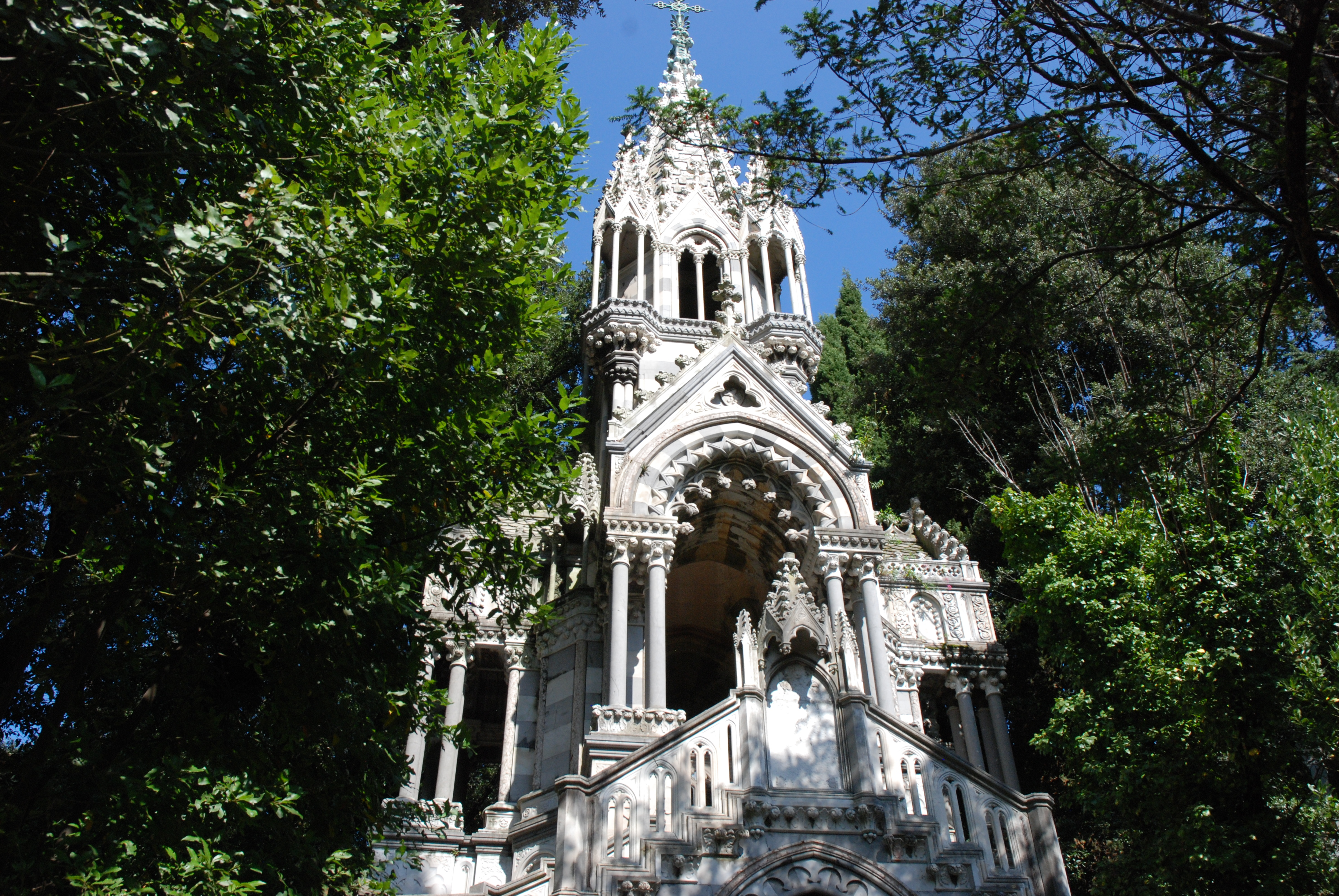
Cappella Ottone nel cimitero di Staglieno, Genova

Nato a Genova da una famiglia di umili origini, abbandonò presto la scuola iniziando a lavorare come garzone e commesso di bottega. Vista la sua predisposizione al disegno alcuni amici lo incoraggiarono a riprendere gli studi, aiutandolo economicamente, in particolare l'architetto Giovanni Campora, grazie ai quali poté frequentare l'Accademia ligustica di belle arti e conseguire il diploma di architetto. Iniziò la sua attività collaborando con lo stesso Campora, soprattutto nel restauro di edifici. In particolare, sulle orme di Eugène Viollet-le-Duc e dei fratelli Adolfo e Gino Coppedè si distinse per opere in stile neogotico ed eclettico-liberty. Per le sue doti di disegnatore fu incaricato da Alfredo d'Andrade, che dal 1884 ricopriva l'incarico di delegato per la conservazione dei monumenti del Piemonte e della Liguria, di eseguire i rilievi e i progetti di restauro di numerosi edifici  immobili in territorio ligure e piemontese.
In questa veste redasse i rilievi della chiesa di Santo Stefano e di quella sconsacrata di Sant'Agostino, oltre a quelli della chiesa di San Tommaso prima della sua demolizione. Grazie alla sua opera, è oggi possibile conoscere l'esatta struttura e volumetria di questa antica chiesa romanica, demolita nel 1884 per ragioni urbanistiche. Suoi anche i rilevi della Abbazia di Santa Maria alla Croce di Tiglieto, complesso cistercense del XII secolo.
Negli anni novanta dell'Ottocento collaborò a Genova con il d'Andrade, che molto apprezzava la sua profonda conoscenza dell'arte medioevale, nel restauro del palazzo San Giorgio e della cattedrale di San Lorenzo, dove fu direttore dei lavori dal 1894 al 1898. A lui si deve la rimozione delle cappelle laterali seicentesche, costruite dopo il bombardamento navale francese del 1684, restituendo alla chiesa il suo aspetto originario.
Il lavoro per cui è più noto è il restauro, a partire dal 1900, della Porta Soprana, con il suo consolidamento e la demolizione delle casupole che vi erano addossate, donando a uno dei più noti simboli di Genova il suo attuale aspetto.
Si sposò nel 1886 ed ebbe due figli. Dal 1894 fu docente all'Accademia ligustica, incarico che ricoprì fino alla morte che lo colse improvvisamente a Genova 16 dicembre 1909, a soli 48 anni, nel pieno della sua attività.

## Opere
Oltre a quelle già citate si possono elencare: 
- Palazzo Figari, San Michele di Pagana (Rapallo), in stile neomedioevale ligure, la sua prima opera, con la quale acquisì notorietà
- Restauro del finto matroneo della chiesa di San Donato nel centro storico di Genova, in collaborazione con il Campora (1879-1880)
- Progetti per le cappelle funerarie delle famiglie Gismondi, Liberti, Ottone e Pratolongo nel cimitero di Staglieno (1890)
- Castello "La Perouse", Chambéry, in stile neogotico savoiardo (1890)
- Castello d'Albertis, Genova,  sul colle di Montegalletto, in stile medioevale, in collaborazione con gli ingegneri Graziani e Parodi e con la supervisione del d'Andrade
- Restauri dei palazzi Migone e Imperiale, nel quartiere di San Fruttuoso, Genova
- Rilievi e disegni preliminari al restauro della fortezza di Castruccio Castracani, Sarzana
- Rifacimento della parrocchiale di Nostra Signora Assunta, danneggiata da scosse telluriche nel 1887, a Rossiglione, in collaborazione con il Campora
- Palazzo Odero, situato nei pressi della funicolare Sant'Anna, nel quartiere di Castelletto, Genova (1899). In quest'opera, abbandonati i consueti canoni neogotici, il Crotta si ispirò all'architettura coloniale anglo-indiana[3]
- Palazzina Vianson a Pegli, caseggiato neogotico a picco sugli scogli all'estremità di ponente del lungomare
- Villa Ottone a Chiavari, caratteristico esempio di architettura eclettico-liberty con guglia ottagonale[4]
- Palazzina Ottone a Torriglia, con torre ottagonale
- Villa Tigellius a Mulinetti (frazione di Recco). Castello in stile neogotico costruito nel 1898 per la famiglia Peirano
- Convento dei cappuccini a Quarto con l'annessa chiesa di N.S. degli Angeli, via Montani 1 (erroneamente indicato a Quinto da alcune fonti)[5]
- Restauro, in collaborazione con Camillo Boito, della porta Pila, all'epoca ancora nella sua collocazione originaria (per ragioni urbanistiche negli anni seguenti la porta Pila è stata spostata sopra la stazione Brignole)